# (9530) 1981 EO26
(9530) 1981 EO26 — астероїд головного поясу, відкритий 2 березня 1981 року.
Тіссеранів параметр щодо Юпітера — 3,292.